# Niklas Bilski
Niklas Bilski (* 6. Juli 1998 in Hanau) ist ein deutscher Basketballspieler.

## Laufbahn
Bilski spielte von 2005 bis 2009 beim TSV Grünberg und wurde anschließend am Basketball-Jugendleistungszentrum Mittelhessen in Gießen gefördert. Er spielte auch für die Mannschaft der Gießen 46ers in der U16-Bundesliga JBBL sowie die Herrenmannschaft des MTV 1846 Gießen in der 2. Regionalliga.
2014 wurde Bilski ins Gießener Profiaufgebot aufgenommen und bestritt in der Saison 2014/15 vier Einsätze für die Mannschaft in der 2. Bundesliga ProA. In der Sommerpause 2015 wechselte er in die Jugendabteilung der Basketball Löwen Braunschweig, zusätzlich spielte er für die Herzöge Wolfenbüttel in der 2. Bundesliga ProB. Zu Bundesliga-Einsätzen für Braunschweig kam er nicht, in Wolfenbüttel entwickelte er sich zum Leistungsträger auf der Spielmacherposition. Während seiner Zeit in Niedersachsen machten ihm im Jahr 2017 zwei Fußbrüche zu schaffen.
Ende Juni 2019 wurde er vom VfL Bochum unter Vertrag genommen. Mit dem VfL schaffte Bilski 2021 den Aufstieg in die 2. Bundesliga ProA, zu dem er bei 30 Saisoneinsätzen einen Mittelwert von 5 Punkten beitrug und des Weiteren 3,1 Korbvorlagen je Begegnung verteilte. In der Saison 2021/22 spielte Bilski erst bei der zweiten Mannschaft des Bundesligisten Skyliners Frankfurt, im Januar 2022 wechselte er innerhalb der 2. Bundesliga ProB zu den Basketball Löwen Erfurt.
Im Sommer 2022 schloss er sich den Gießen Pointers (Aufsteiger in die 2. Bundesliga ProB) an. Mit Gießen verpasste er im Spieljahr 2022/23 den Klassenerhalt in der dritthöchsten deutschen Liga, Bilski wechselte anschließend zum Verein Lich Basketball in die 1. Regionalliga.

### Nationalmannschaft
Bilski bestritt Länderspiele für die deutsche U16-Nationalmannschaft.